# Marta Nieto
Marta Nieto Martínez (Murcia, 31 gennaio 1982) è un'attrice spagnola, nota per i suoi ruoli nella serie Hermanos y detectives (2007), il film El camino de los ingleses di Antonio Banderas (2006) e il film Madre (2017) che è stato candidato agli Oscar..

## Biografia
Fece il suo esordio nel 2004, in un piccolo ruolo nel film statunitense Terror Global di Bryan Goeres. Successivamente Nieto si è lanciata nel mondo televisivo, dove ha ottenuto un certo successo, soprattutto in patria. 
Nel 2019 ha vinto il premio come migliore attrice al 76ª Mostra internazionale d'arte cinematografica di Venezia, nella sezione Orizzonti, per il suo ruolo nel film Madre di Rodrigo Sorogoyen.

## Filmografia

### Cinema
- Terror Global, regia di Bryan Goeres (2004)
- Intrigo a Barcellona (Art Heist), regia di Bryan Goeres (2004)
- El camino de los ingleses, regia di Antonio Banderas (2006)
- Café solo o con ellas, regia di Álvaro Díaz Lorenzo (2007)
- 8 Citas, regia di Peris Romano (2008)
- Furious Speed - Curve pericolose (Combustión), regia di Daniel Calparsoro (2013)
- La despedida, regia di Álvaro Díaz Lorenzo (2014)
- Litus, regia di Dani de la Orden (2019)
- Madre, regia di Rodrigo Sorogoyen (2019)
- Cosmética del enemigo, regia di Kike Maíllo (2020)
- La cripta, el último secreto, regia di Pablo Ibáñez Pérez (2020)
- Lasciarsi un giorno a Roma, regia di Edoardo Leo (2021)
- Tres, regia di Juanjo Giménez (2021)
- Visions, regia di Yann Gozlan (2023)

### Televisione
- Hospital Centre (2005)
- Motivos Personales (2005)
- Mesa para cinco (2006)
- Películas para no dormir: La culpa (2006)
- Cuéntame cómo pasó  (2006)
- Vida Robada (2006)
- Hermanos y detectives (2007)
- Generación DF (2008)
- Los hombres de Paco (2009)
- Karabudjan (2010)
- El don de Alba (2013)
- Frágiles (2013)
- Ciega a citas (2014)
- Los Nuestros (2015)
- Mar de plástico (2015)
- Cuéntame cómo pasó  (2015)
- El ministerio del tiempo (2016)
- El hombre de tu vida (2016)
- El Caso: Crónica de sucesos (2016)
- Vergüenza (2018)
- Secretos de Estado (2019)
- Vis a vis - L'Oasis (Vis a vis: El oasis) – serie TV (2020)
- Caronte (2020)
- En casa (2020)
- Feria - serie TV (2021)

## Riconoscimenti
- Festival di Venezia 2019 – Premio Orizzonti per la miglior interpretazione femminile per Madre